# Стіґ Веннерстрем (яхтсмен)
Стіґ Веннерстрем (швед. Stig Wennerström, 31 березня 1943) — шведський яхтсмен.
Срібний призер Олімпійських Ігор 1972 року в класі Солінґ.
Чемпіон світу в класі Солінґ 1970 року, бронзовий призер 1973 року.
Бронзовий призер Чемпіонату світу в класі Зоряний 1970 року.